# علي بين علي
علي بين علي هو دراج تونسي، ولد في 23 يوليو 1933 في تونس.

## وصلات خارجية
- علي بين علي على موقع أرشيف الدراجات (الإنجليزية)
- علي بين علي على موقع إحصائيات الدراجات الإحترافية (الإنجليزية)
- علي بين علي على موقع أوليمبيديا (الإنجليزية)